# Étienne Narcisse de Durfort
Pour les articles homonymes, voir Durfort.

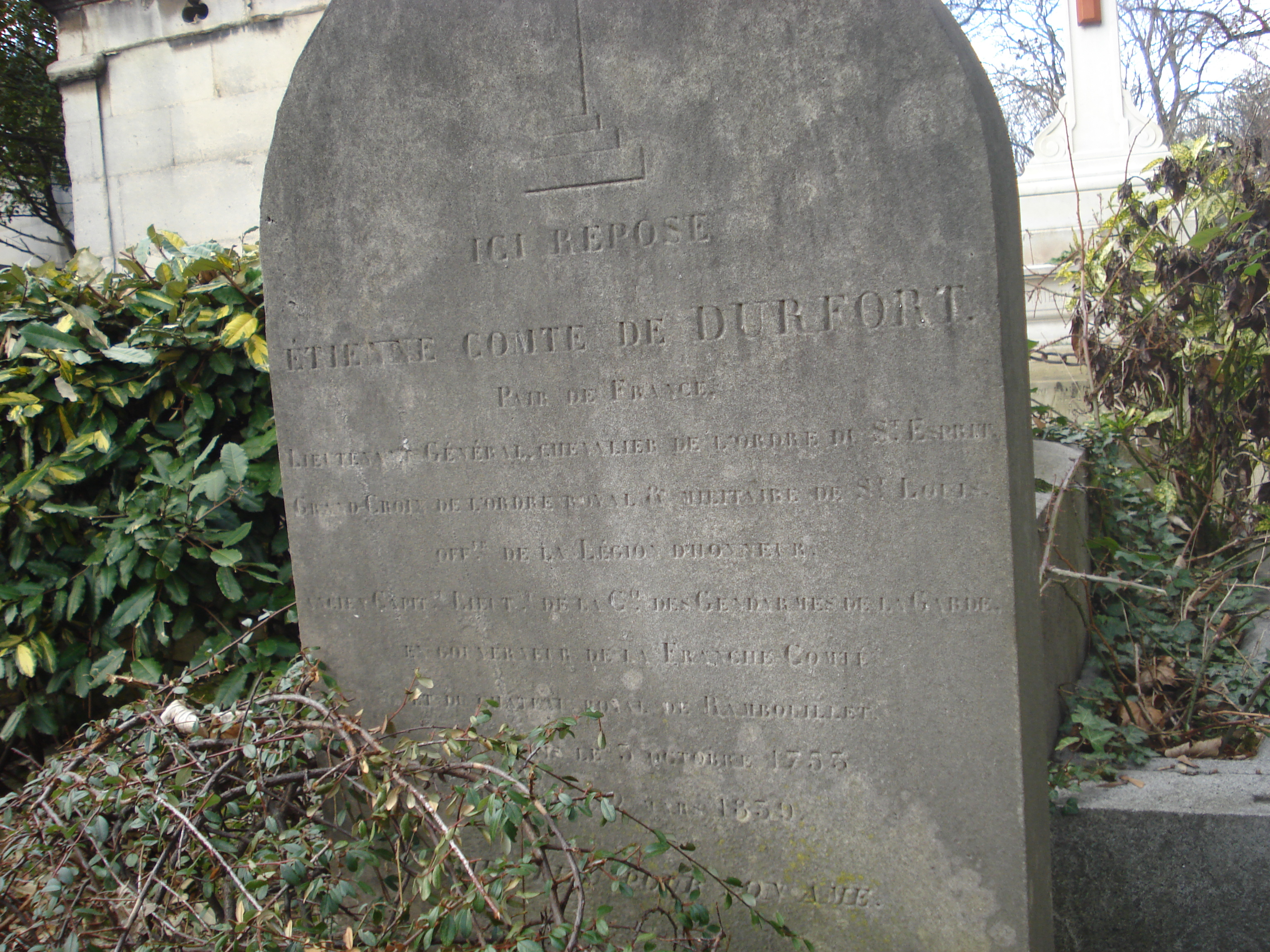
Sépulture du comte Étienne Narcisse de DURFORT - Cimetière Montmartre

Étienne Narcisse, comte de Durfort (Paris, 3 octobre 1753 – Paris, 2 mars 1839), est un militaire et homme politique français des XVIIIe et XIXe siècles.

## Biographie
Étienne Narcisse est connu du vivant de son frère aîné (1752-1801) sous le titre de vicomte de Durfort.
Il entre au service, en 1769, comme sous-lieutenant au régiment de Chartres dragons), est nommé capitaine au régiment de Condé cavalerie en 1770, guidon des gendarmes de la garde en 1771, mestre-de-camp en second du régiment Royal dragons le 9 mai 1777, colonel du régiment de Durfort dragons le 11 novembre 1782, et chevalier de l'ordre de Saint-Louis.
Émigré en 1791, il fait les campagnes à l'armée des princes, et se trouve, en 1795, aide de camp de Monsieur, comte d'Artois (futur Charles X de France), il est nommé maréchal-de-camp en émigration.
Après la restauration du trône des Bourbons, le comte de Durfort est nommé, par le roi, membre de la commission chargée d'examiner et de vérifier les titres et brevets des anciens officiers de l'armée et obtint le grade de lieutenant-général des armées du roi, le 22 juin 1814
Capitaine-lieutenant des gendarmes de la garde, créé commandeur de l'ordre de Saint-Louis le 24 août de la même année 1814, pair de France le 17 août 1815 : il vote pour la mort dans le procès du maréchal Ney. « Aucun souvenir n'est attaché au rôle parlementaire du comte de Durfort, dont la carrière conserva un caractère essentiellement militaire ».
Nommé gouverneur de la 6e division militaire (Besançon), le 10 janvier 1816, il reçoit la grand'croix de l'ordre de Saint-Louis le 3 mai suivant, et la rosette d'officier de la Légion d'honneur le 19 août 1823.
M. de Durfort siégea à la Chambre haute jusqu'à sa mort.
Il est inhumé au cimetière Montmartre, 19e division, la tombe est orientée face au viaduc Caulaincourt, partie haute de la division (sur la droite du monument de Zola)

## Récapitulatif

### Titres
Avant la Révolution
- Vicomte de Durfort ;

Restauration française
- Comte de Durfort (31 août 1817),
- Pair de France :
  - 17 août 1815 - 2 mars 1839,
  - Comte et pair héréditaire (31 août 1817, lettres patentes du 20 décembre 1817)[5].
  - Transmission à son petit-fils (Alexandre Hector de Galard de Brassac de Béarn), par ordonnance royale du 21 décembre 1825[4],[5].

### Décorations
| Chevalier du Saint-Esprit | Grand'croix de Saint-Louis | Officier de la Légion d'honneur |

- Chevalier du Saint-Esprit (sixième et dernière promotion : palais des Tuileries, 31 mai 1830, jour de la Pentecôte) ;
- Légion d'honneur[6] :
  - Chevalier (18 mai 1820), puis,
  - Officier de la Légion d'honneur (19 août 1823) ;
- Ordre royal et militaire de Saint-Louis[2] :
  - Chevalier (11 novembre 1782), puis,
  - Commandeur (24 août 1814), puis,
  - Grand'croix de Saint-Louis (3 mai 1816).

### Armoiries
| Image | Armes des Durfort de Deyme                                                                                              |
| ----- | --- |
|       | De gueules à trois fasces d'argent,.                                                                                    |
|       | On trouve aussi D'argent, à la bande d'azur,. - Couronne ducale sur l'écu, et couronne de comte sur le manteau de pair. |

## Ascendance et postérité

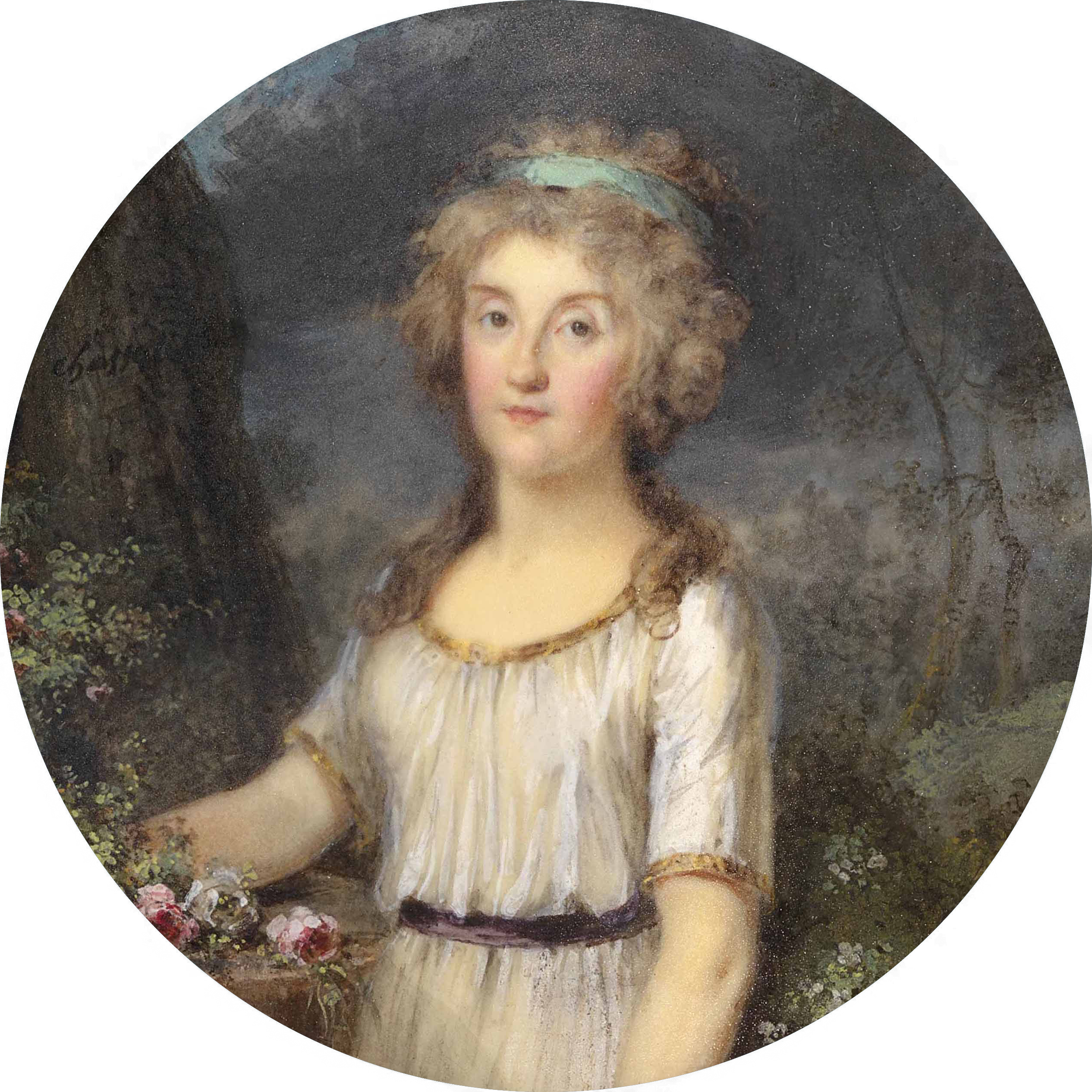
Henriette Etiennette Claude Denise de Montsauge (Pierre Chasselat)

- Le comte de Durfort a épousé, le 3 mai 1778[4], Henriette Étiennette Claude Denise (1761 - Paris, 11 juillet 1823), fille de Denis Philibert Thiroux de Montsauge (1715-1786), fermier général, administrateur des Postes, et de Antoinette Bouret (1746-1813). De ce mariage est issue :
  - Antoinette Louise de Durfort (née en 1779), mariée
(1°) ∞  (12 janvier 1804) André-Hector de Galard de Brassac de Béarn (1778-1806), comte de Galard de Béarne
(2°) ∞ (10 juin 1816) Jacques Auguste Anne Léon Le Clerc, vicomte de Juigné (1774-1850), dont :
    - (1°) Étienne Alexandre Hector de Galard de Brassac de Béarn (24 décembre 1805 - 10 décembre 1881), officier de hussards, appelé, par ordonnance royale du 21 décembre 1825, à succéder à la pairie du comte de Durfort, son aïeul maternel[4], marié le 25 avril 1832 avec Camille Louise Denise Le Sage d'Hauteroche d'Hulst (1815-1894), dont postérité ;
    - (2°) Charles Étienne Gustave Le Clerc de Juigné (Paris, 15 juin 1825 - Paris, 13 octobre 1900), comte Gustave de Juigné, propriétaire et homme politique.